# Hister bissexstriatus
Hister bissexstriatus är en skalbaggsart som beskrevs av Fabricius 1801. Hister bissexstriatus ingår i släktet Hister och familjen stumpbaggar. Enligt den finländska rödlistan är arten nationellt utdöd i Finland. Enligt den svenska rödlistan är arten sårbar i Sverige. Arten förekommer i Götaland, Gotland och Öland. Arten har tidigare förekommit i Svealand men är numera lokalt utdöd. Artens livsmiljö är torra gräsmarker. Inga underarter finns listade i Catalogue of Life.